# 잔프랑코 졸라
잔프랑코 졸라(이탈리아어: Gianfranco Zola 잔프란코 촐라[*], OMRI 장교장, 1966년 7월 5일 ~ )는 이탈리아의 은퇴한 축구 선수이자 현 축구 감독이다. 1984년 누오레세 칼초 입단으로 프로 축구 선수로 데뷔하였다.
당시 첼시의 선수 겸 감독이었던 뤼트 휠릿의 눈에 띄면서 그 팀에 들어갔고, 1997년 FA컵 우승의 주역이 된다. 그러나 휠릿 감독은 팀의 재정을 압박했다는 이유로 보드진과의 갈등 끝에 해임되었다. 같은 해 축구 언론인과 비평가들의 모임(FWA) 선정 올해의 선수를 수상하기도 했다. 칼리아리 칼초 선수 생활을 마지막으로 2005년 6월 29일 현역에서 은퇴했다. 첼시는 그의 업적을 기리면서 그가 사용했던 등번호 25번은 영구결번이 되다싶이했으나 23-24시즌부터 카이세도가 25번을 달게 되면서 영구결번은 깨졌다.
졸라는 2008년 9월부터 2010년 5월까지 웨스트햄 유나이티드 감독을 역임했으며, 2012년 7월부터 2013년까지 왓퍼드의 감독을 맡았다.

## 수상
토레스
- 1986-87 세리에 C2 우승

 나폴리
- 1989-90 세리에 A 우승
- 1990년 수페르코파 이탈리아나 우승

 파르마
- 1993년 UEFA 슈퍼컵 우승
- 1993-94 UEFA 컵 위너스컵 준우승
- 1994-95 UEFA 컵 우승

 첼시
- FA 컵 : 1996-97, 1999-2000
- 풋볼 리그 컵 : 1997-98
- FA 커뮤니티 실드 : 2000
- UEFA 컵 위너스컵 : 1997-98
- UEFA 슈퍼컵 : 1998
- 첼시 올해의 선수 : 1999, 2003

 이탈리아
- 1994년 FIFA 월드컵 준우승

개인
- 프리미어리그 이달의 선수 : 1996년 12월, 2002년 10월
- 첼시 올해의 선수 : 1998-99, 2002-03

## 서훈
- 이탈리아 공화국 공로장 4등급 / 장교장: 2003
- 대영 제국 훈장 4등급 명예장(honorary OBE, 외국인대상 정원외) : 2004